# Astronomisches Observatorium Kourowka
Das Astronomische Observatorium Kourowka, offiziell bekannt als Astronomisches Observatorium K.A. Barkhatowa Kourowka (russisch Коуровская астрономическая обсерватория имени К. А. Бархатовой), ist ein Observatorium in Kourowka, Oblast Swerdlowsk, Russland. Das Observatorium wird vom Institut für Naturwissenschaften und Mathematik betrieben, einer Unterabteilung der Uralischen Föderalen Universität. Es ist nach der sowjetischen Astronomin und ehemaligen Universitätsprofessorin Klawdija Barchatowa benannt.
Das astronomische Observatorium von Kourowka wurde 1965 von der Staatlichen Gorki-Universität des Uralgebiets (heute Uralische Föderale Universität) gegründet, die bereits 1957 ein kleineres Observatorium eingerichtet hatte. Zu dieser Zeit befand sich die Sowjetunion auf dem Höhepunkt ihres frühen Weltraumprogramms, als die Sputnik-Satellitenreihe Ende der 1950er-Jahre gestartet wurde. Einer der Hauptbefürworter für die Einrichtung des Observatoriums war K.A. Barkhatowa, eine Astronomin, die 1941 ihr Studium an der Universität abgeschlossen hatte. Ziel des neuen Observatoriums war es, die Bewegungen künstlicher Satelliten zu verfolgen. Die Einrichtung wurde später erweitert, um andere Aspekte der Astronomie zu untersuchen.
Das Observatorium ist mit einer Vielzahl von Teleskopen ausgestattet, mit denen Daten für russische und internationale Programme gesammelt werden. Zu den überwachten Objekten gehören Sterne, die Sonne und andere erdnahe Objekte. Das Observatorium hat auch Daten gesammelt, die für die Entdeckung neuer Sternensysteme und Exoplaneten verwendet werden können.
Ein leistungsstarkes SBG-Teleskop wurde 2005 am Observatorium installiert. Das Observatorium beherbergt auch ein Exoplanetenfindungsprogramm. Das Projekt wird mit den fortschrittlichen Teleskopen des Observatoriums durchgeführt, einschließlich einer Teleskopsteuerung (bezeichnet als MASTER-I und MASTER-II-URAL), die von einem Roboternetzwerk gesteuert wird. Insbesondere wurden Kourovkas Teleskope verwendet, um nach Anzeichen von Exoplaneten in der Cygnus-Konstellation zu suchen. Die Ausrüstung von Kourowka wurde auch verwendet, um eine photometrische Untersuchung von V1033 Cas, einem seltenen polaren Zwischensternsystem, durchzuführen.
Laut der Website des Observatoriums ist das Gelände das einzige Observatorium, das in der Lage ist, den Längengradbereich von Kasan bis Irkutsk zu überwachen.
Der Asteroid (4964) Kourovka ist nach dem Observatorium benannt.